# William Davies (walijski rugbysta)
William Davies (ur. 27 grudnia 1890 w Aberavon, zm. 18 września 1967 w Exeter) – walijski rugbysta, reprezentant kraju w odmianach rugby union i rugby league.
W rugby union związany był z klubami Aberavon RFC i Swansea RFC. W walijskiej reprezentacji rozegrał dwa spotkania w Pucharze Pięciu Narodów 1912 zdobywając jedno przyłożenie.
Przeszedł następnie do zawodowego rugby league i grał w zespole Leeds Rhinos. Dwukrotnie wystąpił w walijskiej reprezentacji, także dwukrotnie reprezentował Wielką Brytanię.